# Coupe du monde de marche 1991
Navigation
L'Hospitalet 1989 Monterrey 1993
La 15e édition de la Coupe du monde de marche s'est déroulée les 1er et 2 juin 1991 dans les rues de San José, aux États-Unis.

## Tableau des médailles
| Rang | Nation           | Or | Argent | Bronze | Total |
| ---- | ---------------- | -- | ------ | ------ | ----- |
| 1    | Union soviétique | 3  | 0      | 1      | 4     |
| 2    | Mexique          | 1  | 2      | 2      | 5     |
| 3    | Italie           | 1  | 1      | 0      | 2     |
| 4    | Allemagne        | 0  | 1      | 1      | 2     |
| 5    | Australie        | 0  | 1      | 0      | 1     |
| 6    | France           | 0  | 0      | 1      | 1     |
|      | Total            | 5  | 5      | 5      | 15    |

## Podiums

### Hommes
| Épreuve                             | Or                                                   | Argent                                | Bronze                                  |
| ----------------------------------- | ---------------------------------------------------- | ------------------------------------- | --------------------------------------- |
| 20 km                               | Mikhail Shchennikov Union soviétique 1 h 20 min 43 s | Ernesto Canto Mexique 1 h 20 min 46 s | Thierry Toutain France 1 h 20 min 56 s  |
| 50 km                               | Carlos Mercenario Mexique 3 h 42 min 03 s            | Simon Baker Australie 3 h 46 min 36 s | Ronald Weigel Allemagne 3 h 47 min 50 s |
| Lugano Trophy - Combiné par équipes | Italie 517 pts                                       | Allemagne 491 pts                     | Mexique 487 pts                         |

### Femmes
| Épreuve                          | Or                                           | Argent                               | Bronze                                    |
| -------------------------------- | -------------------------------------------- | ------------------------------------ | ----------------------------------------- |
| 10 km                            | Irina Strakhova Union soviétique 43 min 55 s | Graciela Mendoza Mexique 44 min 09 s | Yelena Sayko Union soviétique 44 min 11 s |
| Eschborn Cup - 10 km par équipes | Union soviétique 203 pts                     | Italie 180 pts                       | Mexique 162 pts                           |